# Висящее солнце
«Висящее солнце» (англ. The Hanging Sun) — художественный фильм режиссёра Франческо Карроццини. Экранизация романа Ю Несбё «И прольётся кровь», в английской версии получившего название «Midnight sun». Главные роли в фильме исполнили Алессандро Борги и Джессика Браун Финдлей.
Мировая премьера фильма состоялась 10 сентября 2022 года на закрытии 79-го Венецианского кинофестиваля.

## Сюжет
Джон оказался в бегах после предательства своего влиятельного отца — криминального босса. Он отправляется на север, чтобы скрыться от своего брата, и находит убежище в изолированной деревне. Деревня представляет собой небольшое сообщество строгих религиозных конформистов. Джон сближается с Леа, женщиной с тёмным прошлым и становится отцом для её сына Калеба. Теперь они должны найти способ разорвать связь со своим прошлым и начать всё сначала.

## В ролях
- Алессандро Борги — Джон
- Джессика Браун Финдлей — Леа
- Сэм Спруэлл — Аарон и Николас
- Фредерик Шмидт — Майкл
- Рафаэль Викас — Калеб
- Питер Муллан — отец Джона
- Чарльз Дэнс — Джейкоб

## Производство и премьера
Фильм совместного производства студий Sky Studios, ITV Studios' Cattleya Producciones и Groenlandia. Съёмки прошли в Великобритании и Италии.
Первый трейлер к фильму был выпущен 31 августа 2022 года. Мировая премьера фильма состоялась 10 сентября 2022 года на закрытии 79-го Венецианского кинофестиваля. В Италии премьера фильма состоялась 12 сентября 2022 года.

## Критика
Анна Смит из Deadline назвала фильм «работоспособным и симпатичным триллером».
Давиде Аббатескианни из Cineuropa пишет: «Карроццини успешно перенёс захватывающую историю о ненависти и токсичных семейных отношениях на большой экран, собрав эффективный актёрский состав и придав фильму хороший темп».
Джонатан Ромни из Screen Daily назвал фильм «причудливым беспорядком от начала до конца», критикуя «странность» акцентов, использованных Борги и его командой. Ромни высоко оценил игру Дэнса и Муллана, но раскритиковал кастинг Викаса и посетовал на то, что роль Браун Финдлей «в основном ограничилась унылым страданием».